# Майданецкое
Майдане́цкое (укр. Майданецьке) — село в Тальновском районе Черкасской области Украины.

## История
Село Майданецкое было основано в конце 17 века.
Майданецкое, село при речке Тальянке, образующей большой пруд, в 4-х верстах от села Белашек Жителей обоего пола 1328. Майдан — иранское слово означает площадь для народного собрания и для торговли. В селе находится раскопанная могила, внутри которой можно поместить до 40 лошадей. Резиденция помещика Марцелия Константиновича Журовского, которому принадлежит значительное имение в Уманском уезде, с 6827 десятинами земли, при 1457 ревизских душах, в селениях: Майданецком, Корсунке и Зеленькове. К самому селу Майданецкому причислено земли 2094 десятины.
Церковь Михайловская, деревянная, 5-го класса; земли имеет 38 десятин; построена 1763 года.
В XIX веке село Майданецкое было в составе Тальновской волости Уманского уезда Киевской губернии. В селе была Михайловская церковь.
Во время Второй Мировой войны около 600 жителей села Майданецкого воевали, из них 374 погибли, 247 награждено медалями и орденами. Список участников боевых действий.
В 1947 году сооружен памятник советским воинам и всем, кто погиб во время Великой Отечественной войны.
В июле 1995 года Кабинет министров Украины утвердил решение о приватизации находившегося здесь сахарного завода.
По переписи 2001 года население составляло 2069 человек.
В январе 2001 года было возбуждено дело о банкротстве находившегося здесь сахарного завода.

## Современное состояние
Здесь действуют средняя школа для 1—11 классов, дом культуры, библиотека, музей, поликлиника, почтовое отделение, магазины.

## Местный совет
20442, Черкасская обл., Тальновский р-н, с. Майданецкое, ул. Ленина, 27.

## Археология
В IV тысячелетии до н. э. здесь располагалось крупное Майданецкое поселение трипольской культуры. Трипольские поселения нередко трактуют как протогорода. В середине тысячелетия его площадь оценивается в 200 га, а население — в 10 тыс. человек. С такой оценкой Майданецкое поселение (село) сравнимо с городами, входящими в список самых населённых городов мира того периода. Согласно большой серии дат 14 C, поселение было занято в течение 350 лет ок. 3990–3640 до н. э.
Археологические памятники с. Майданецкое
1. Поселение трипольской культуры IV—III тыс. до н. э. 3 км на юго-запад от села.
2. Курганы-5 скифо-сарматская эпоха VII ст. до н. э. — III ст. н. э., № 1, № 2, № 3 — 3—3,5 км на север от села, № 4, № 5 — 3,2—3,7 км на юг от села.
Одни трипольские мегаструктуры, оставшиеся от зданий неопределённого назначения, предназначались для обслуживания всех жителей, другие — только части сообщества. Они находились одинаково далеко от всех жилых домов и занимали самые видные участки поселения. Возможно, эти здания играли роль центров социальной жизни древних мегаполисов, исполняя административные, общественные или даже религиозные функции. Со временем общественные центры низкого и среднего уровней исчезали. Это приводило к централизации власти, социальному дисбалансу и обернулось исчезновением крупных поселений к 3650 году до нашей эры.

## Метрические книги села Майданецкое

1800 год, метрическая книга села Майданецкого
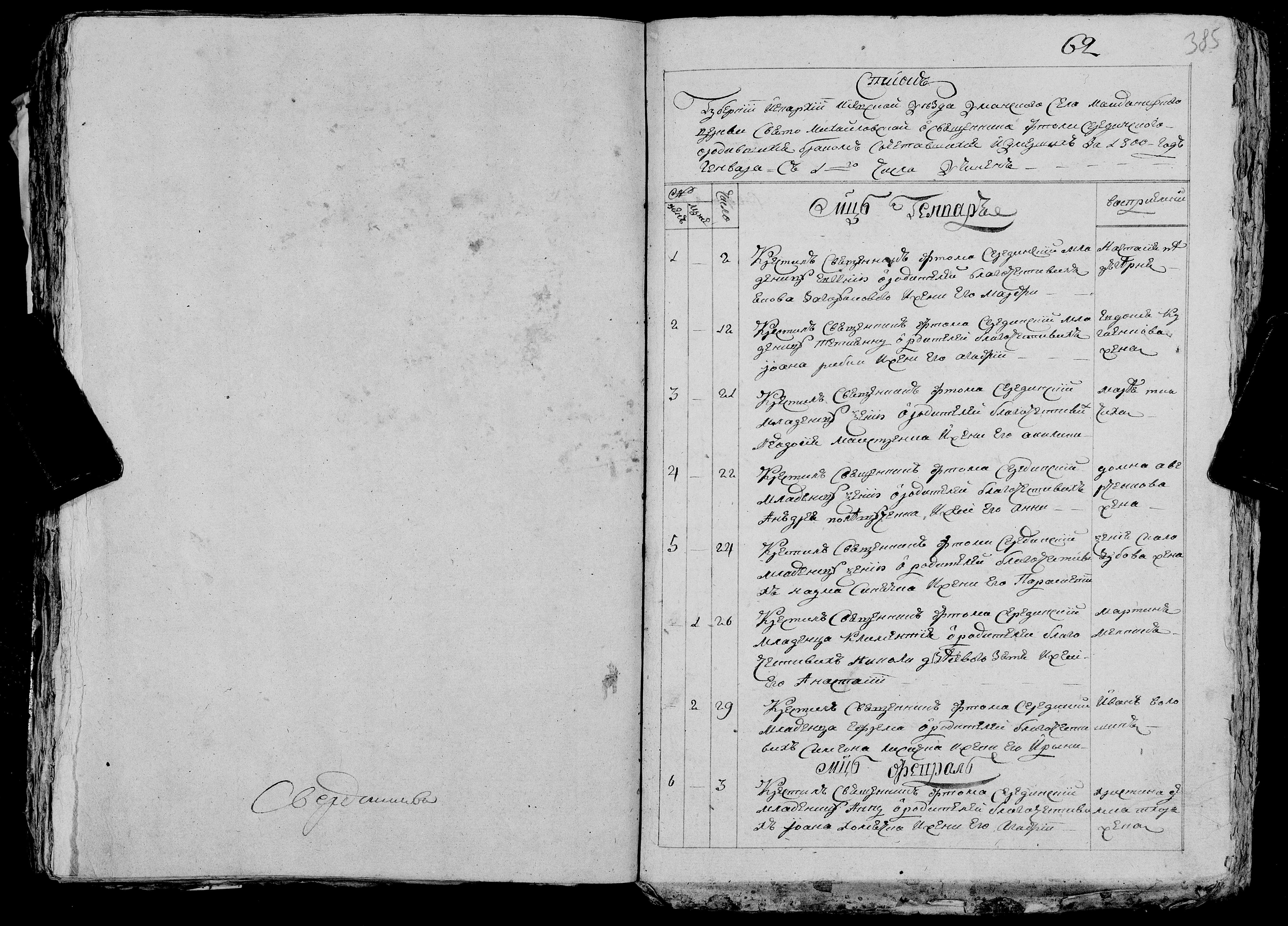
1800 год, метрическая книга села Майданецкого
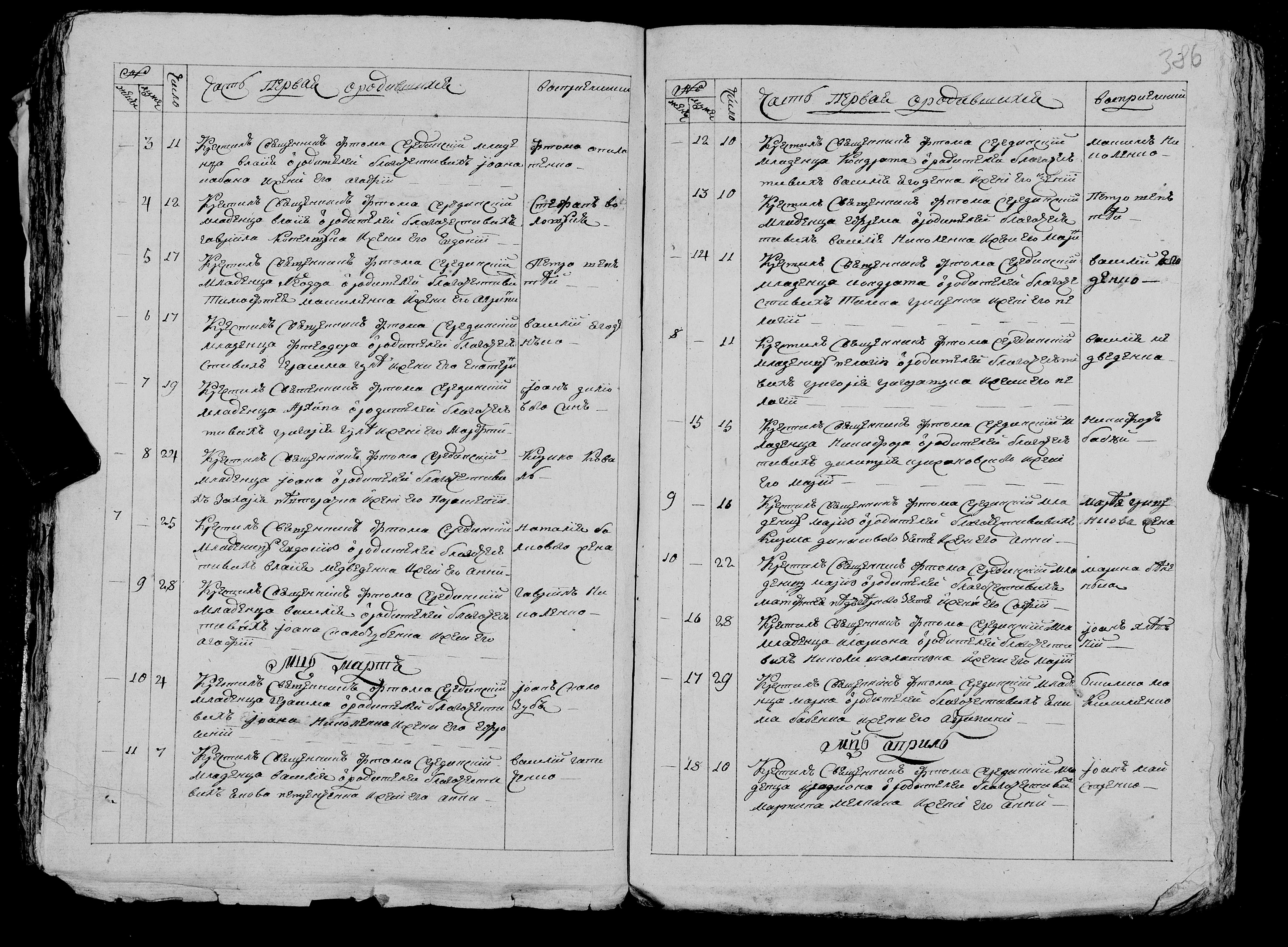
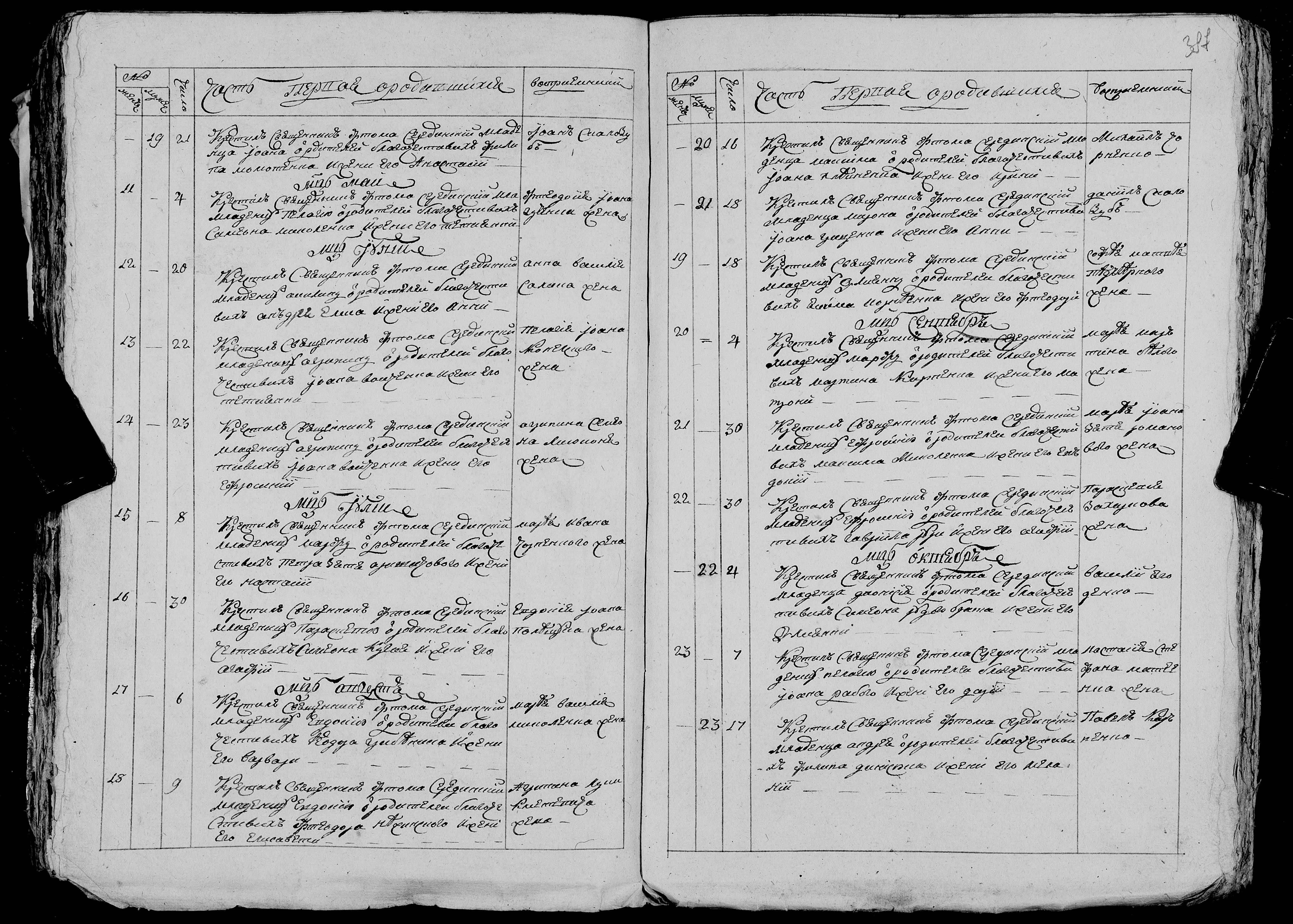
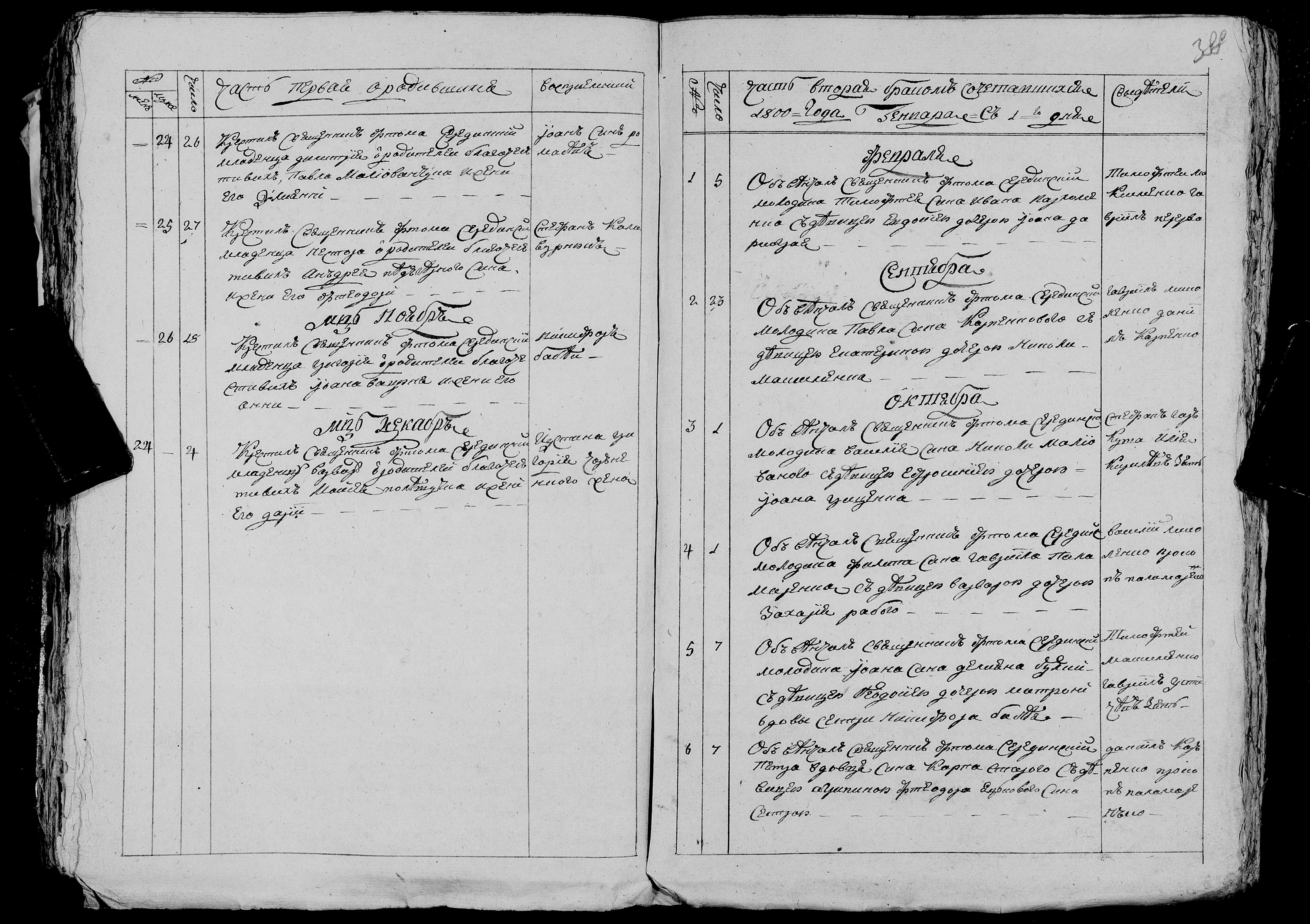
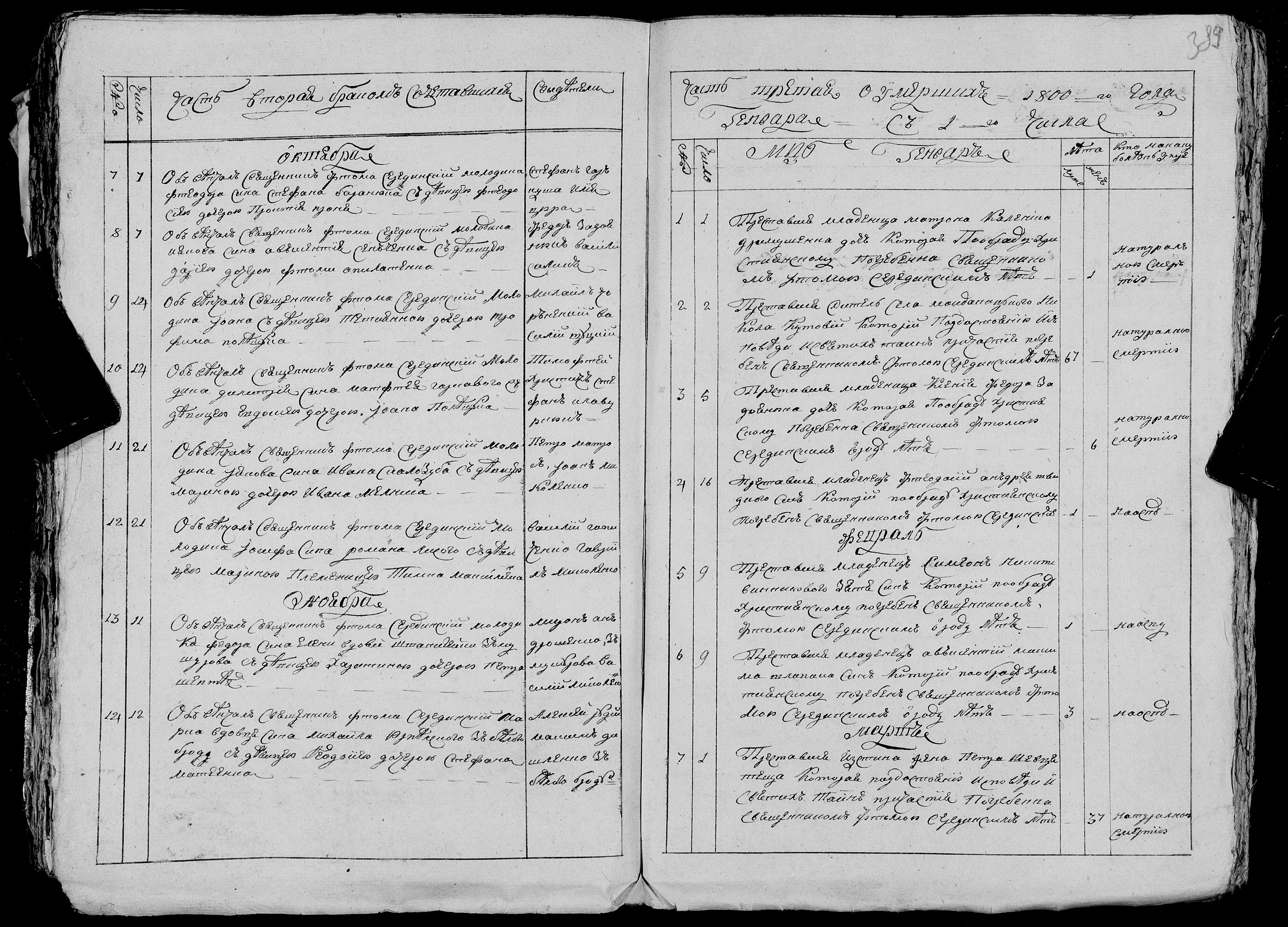
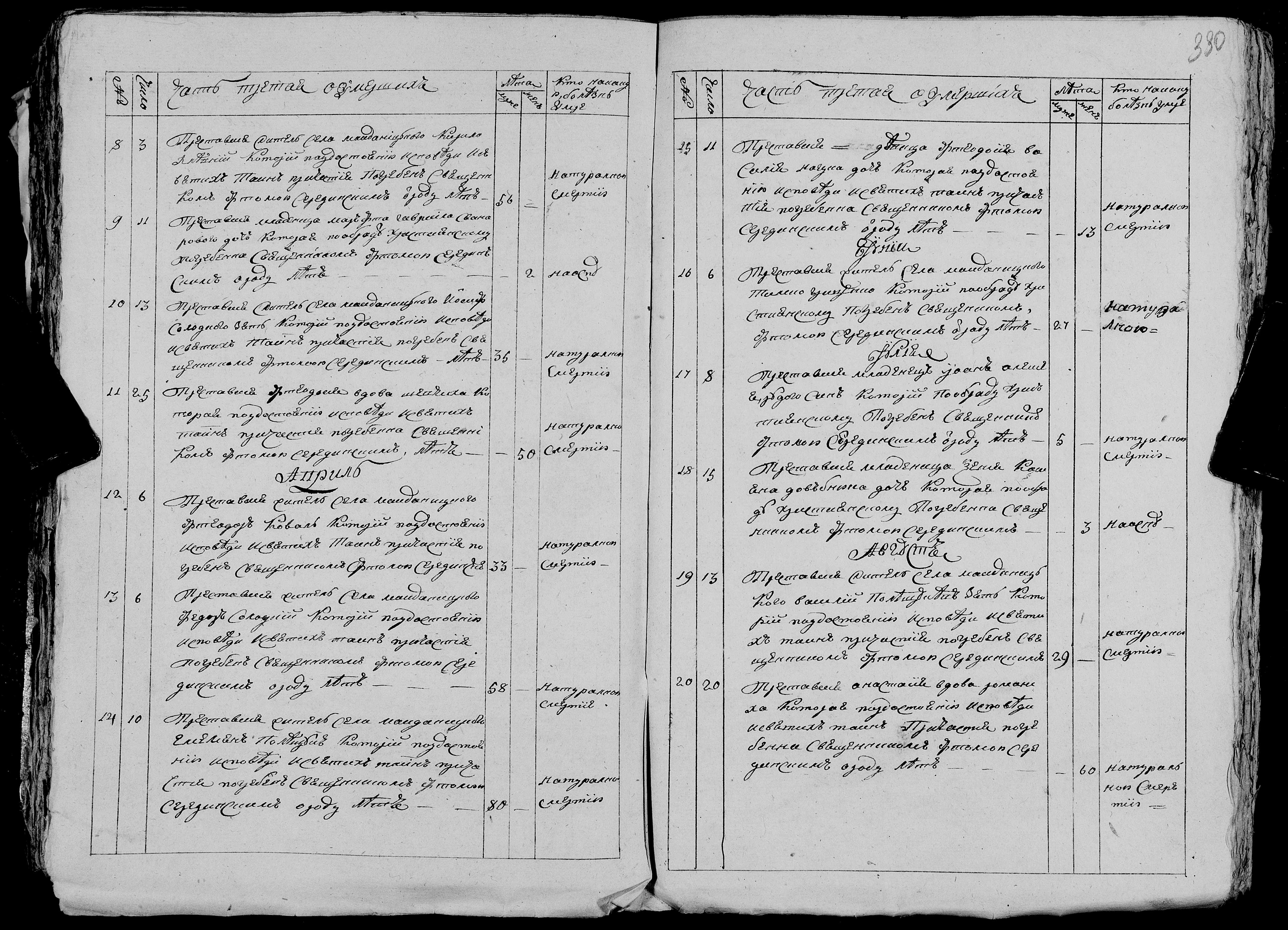
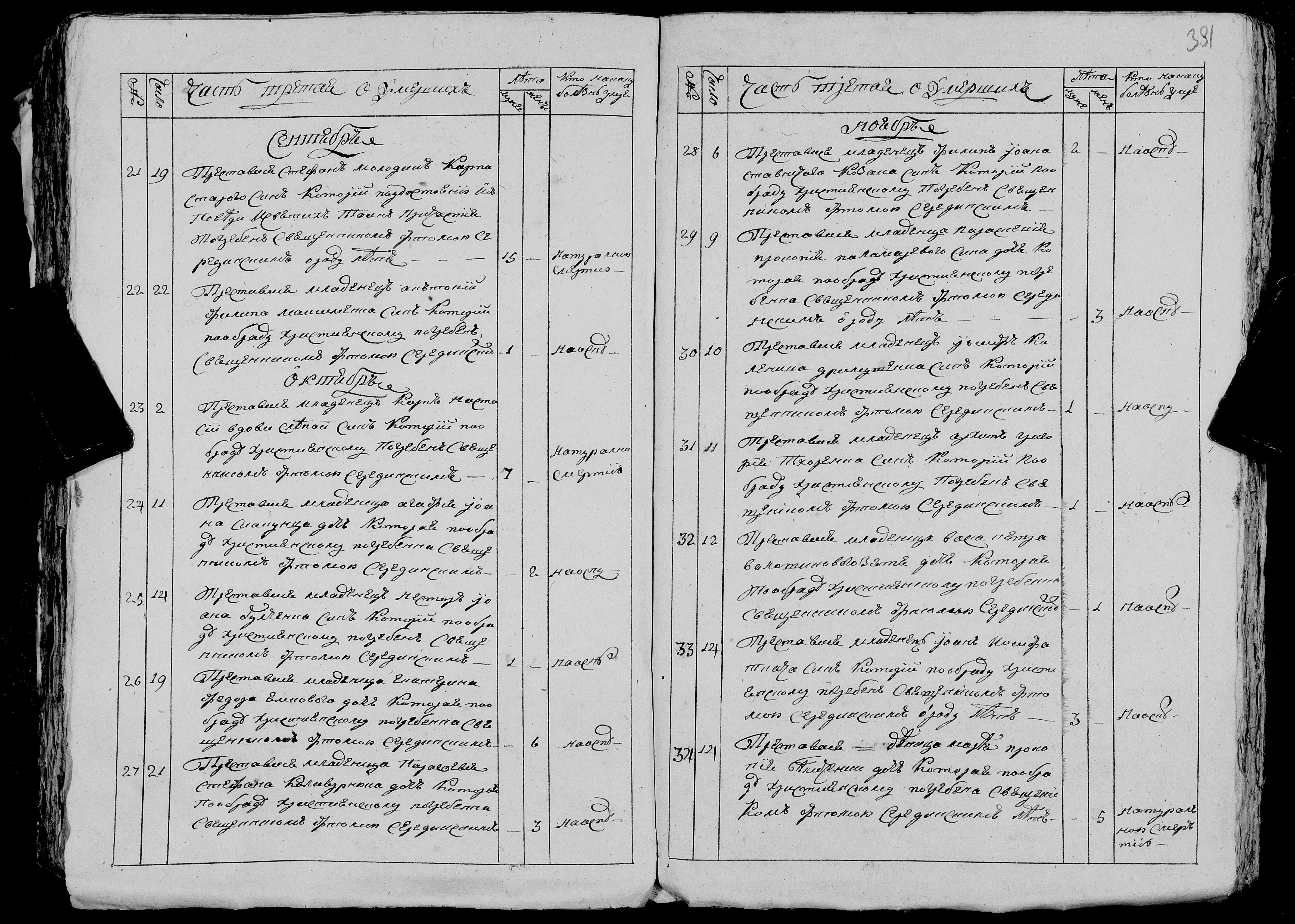
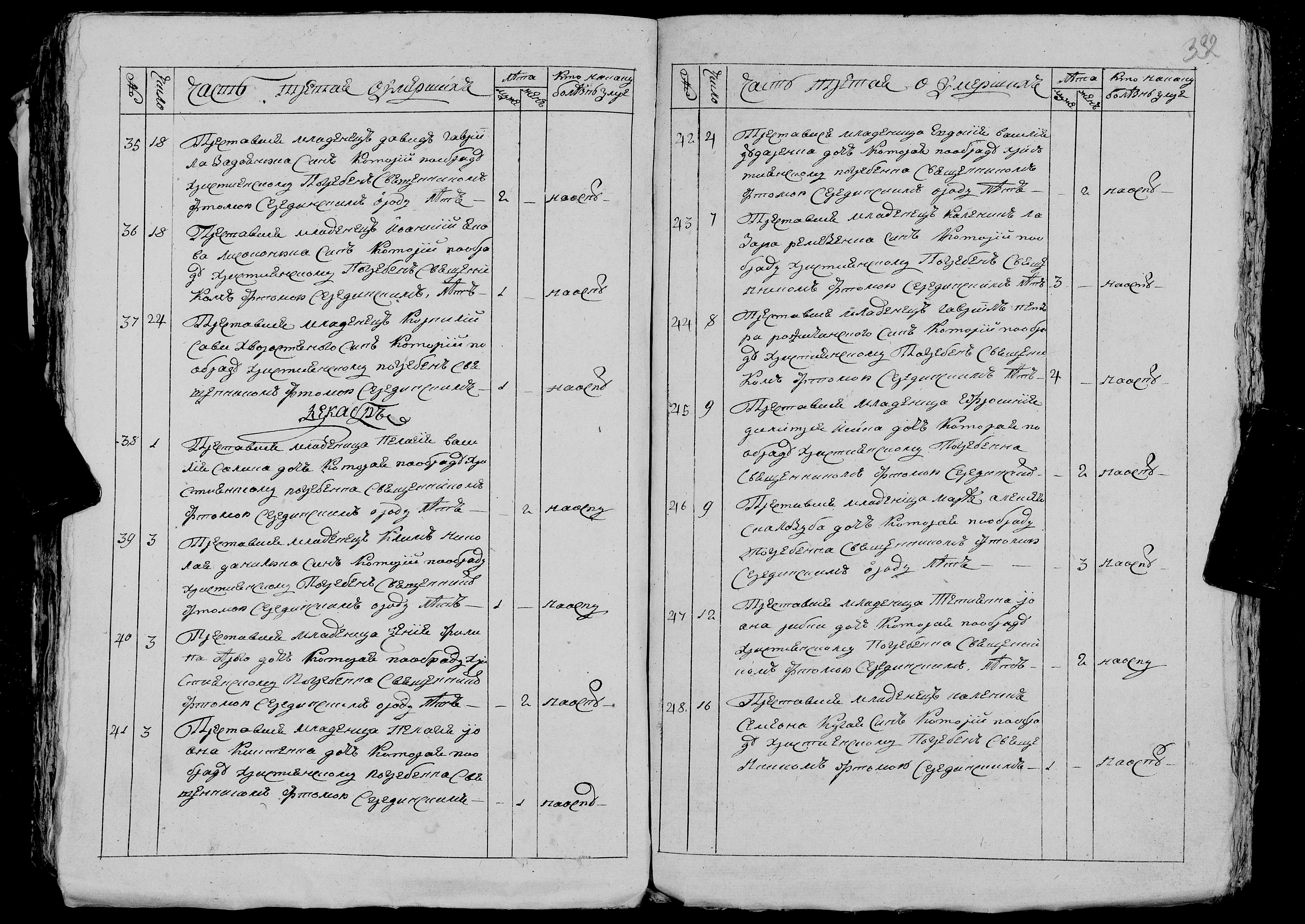

1809 год, село Майданецкое, исповедальная розпись. часть
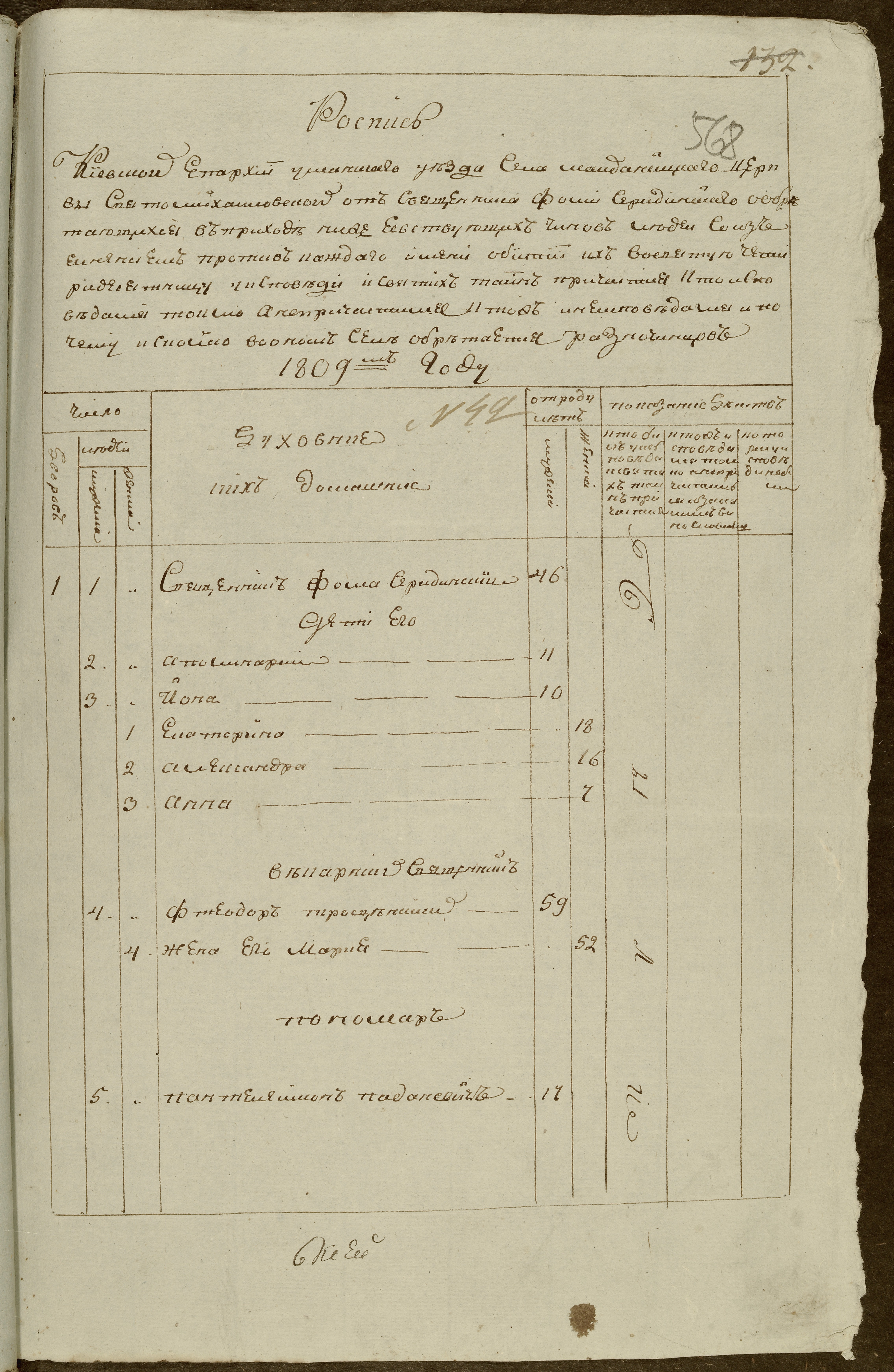
1809 Майданецкое исповедка стр 01
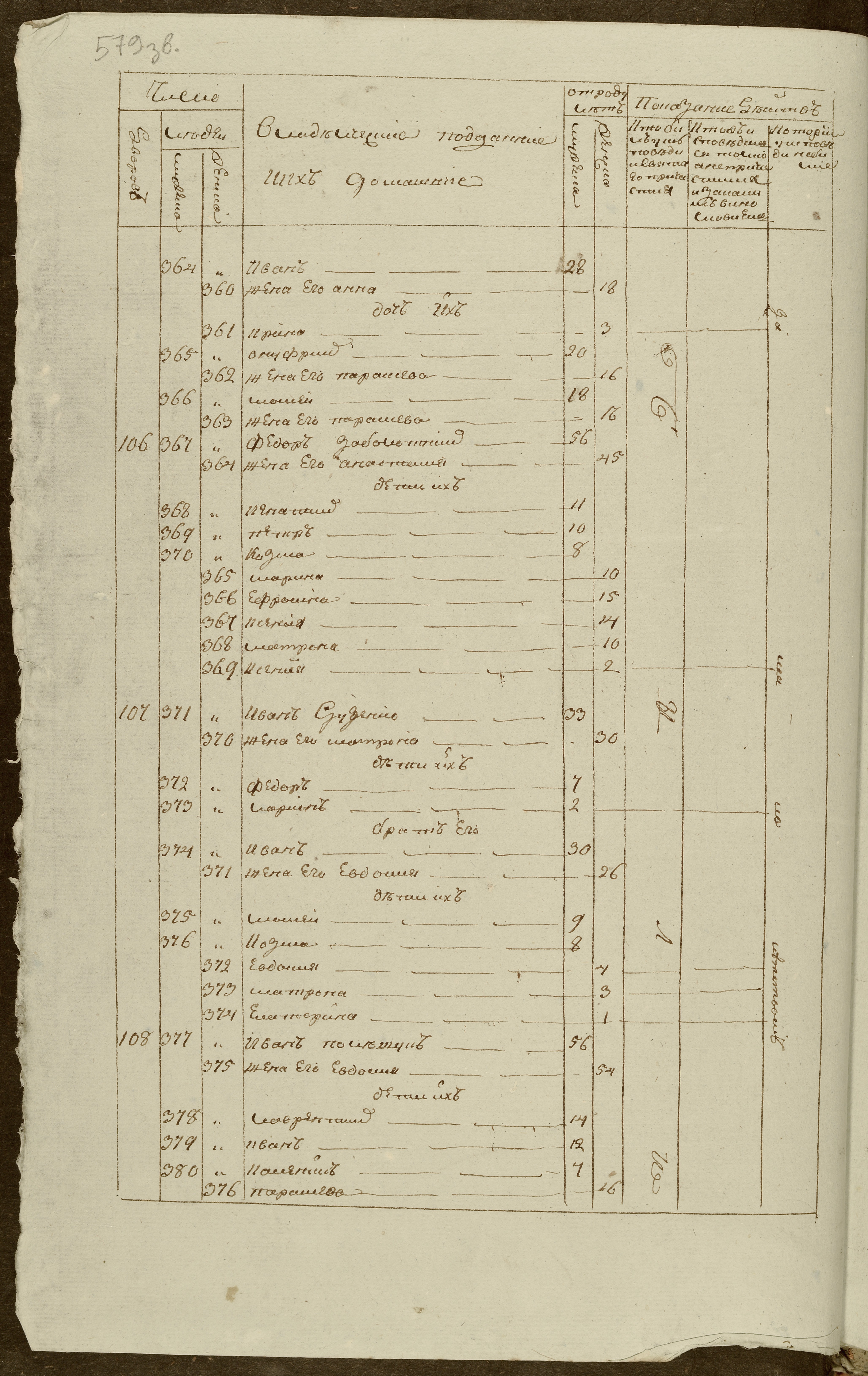
1809 Майданецкое исповедка стр 2

1810 год. село Майданецкое, метрическая книга, часть
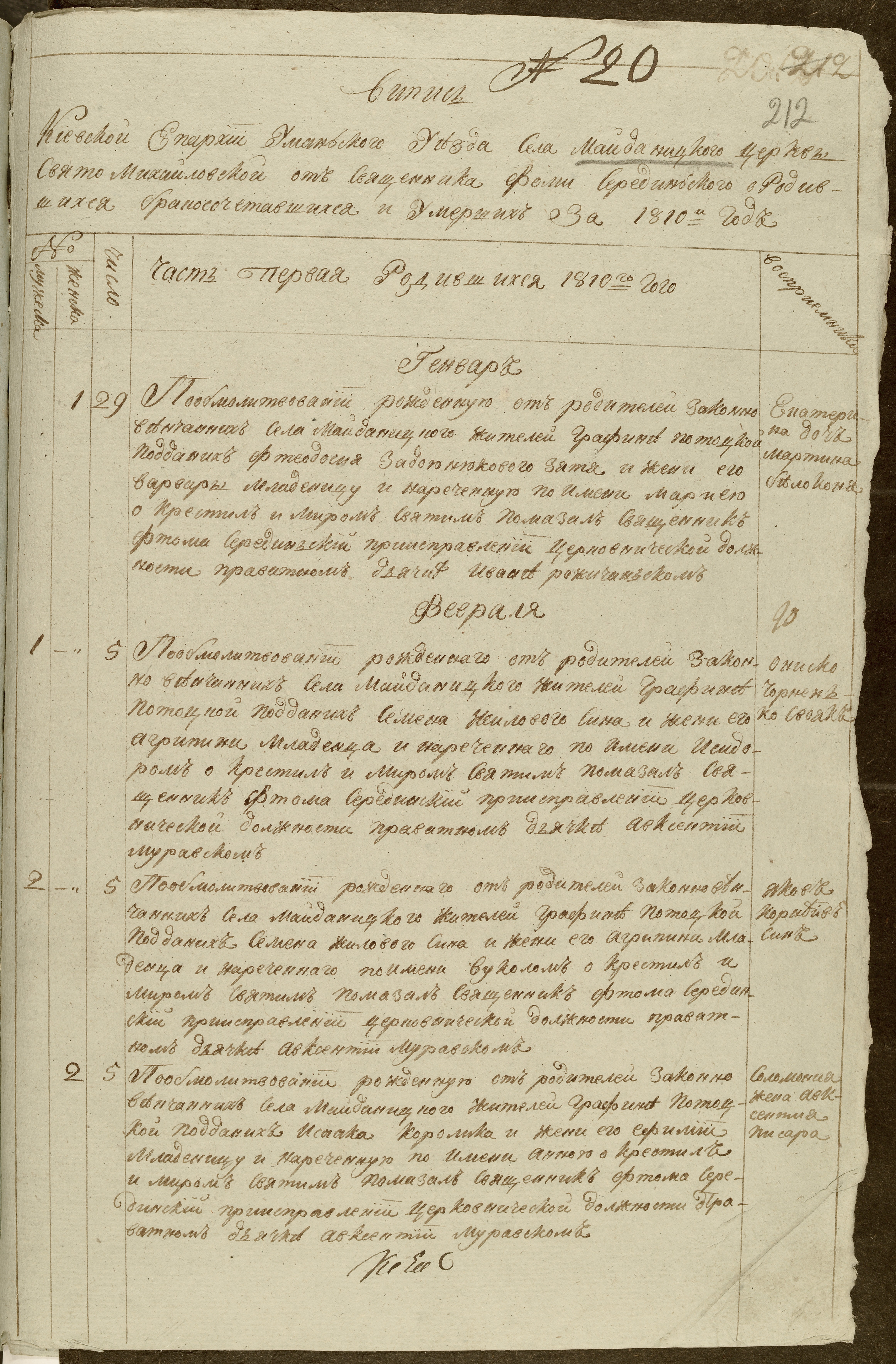
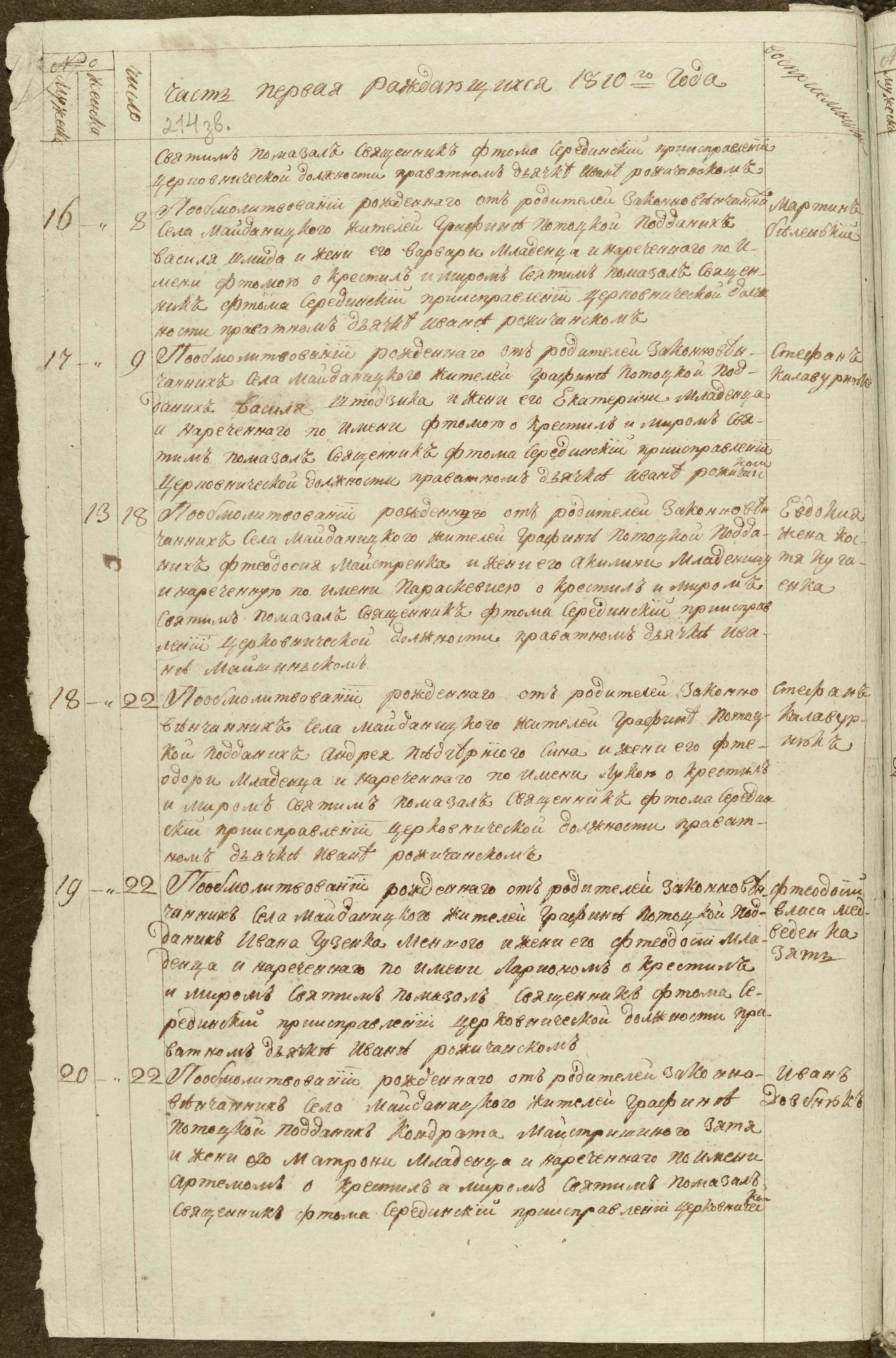

1841 год, село Майданецкое, исповедальная роспись, часть
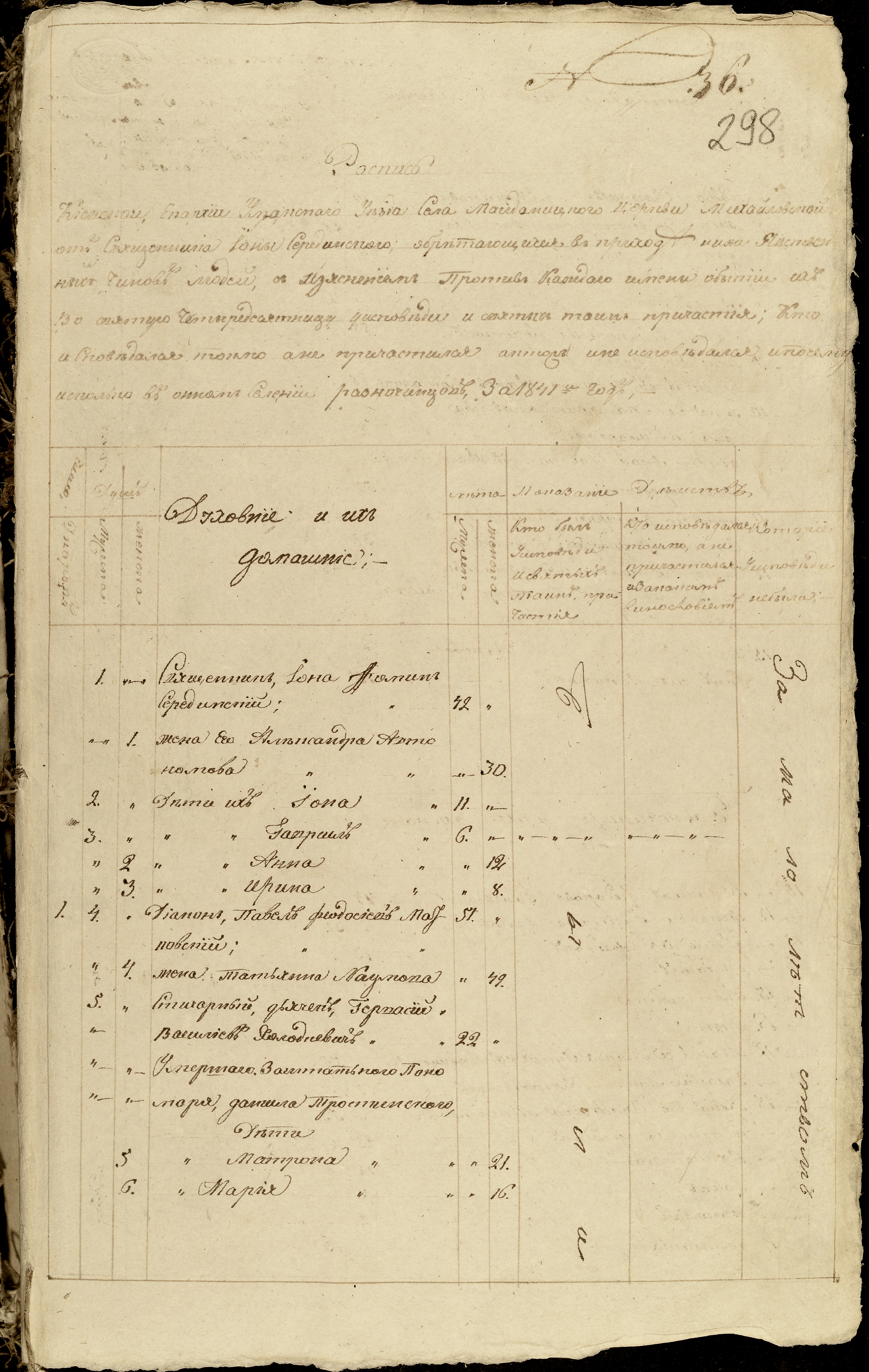
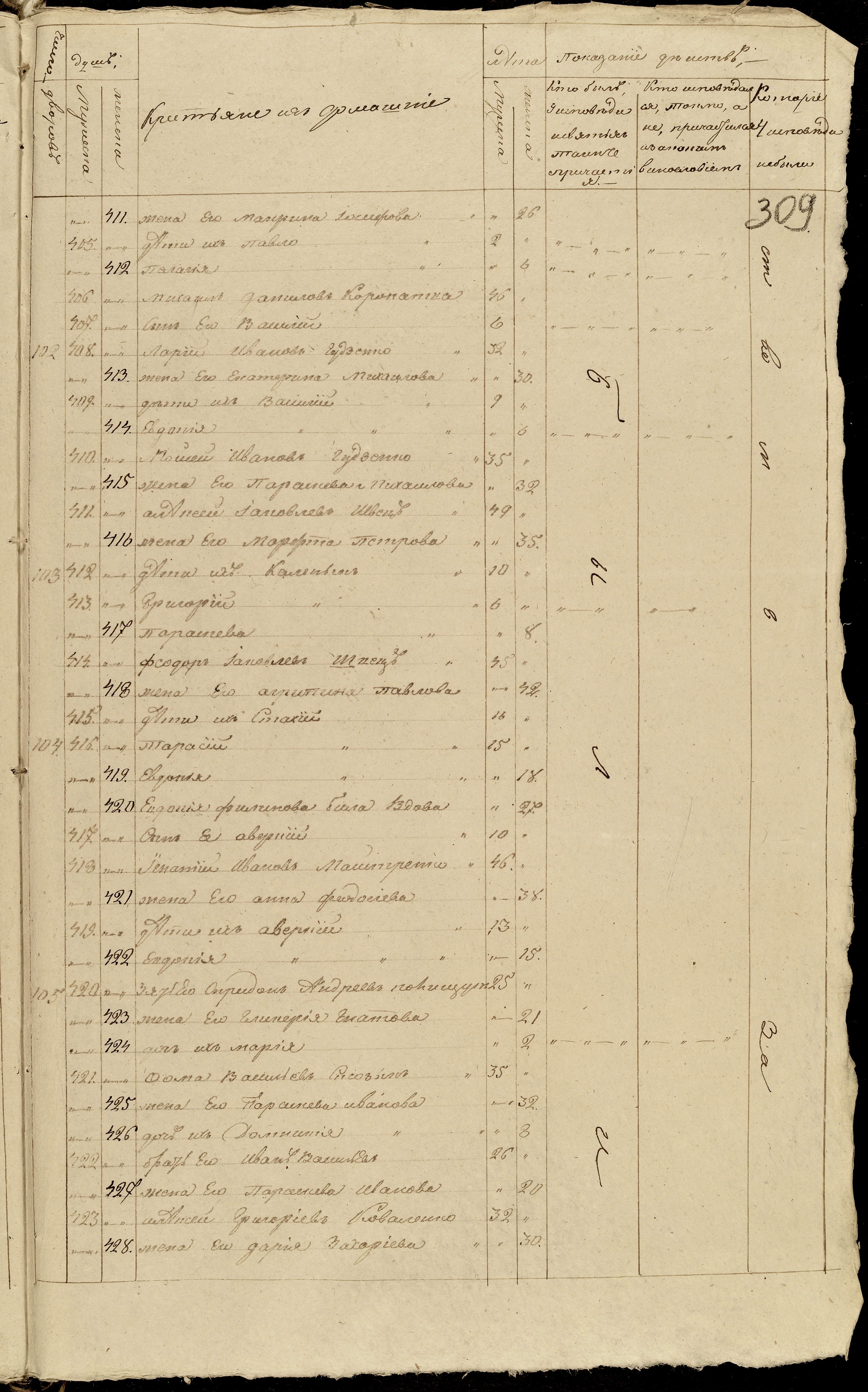

1862 год, село Майданецкое, метрическая книга, часть
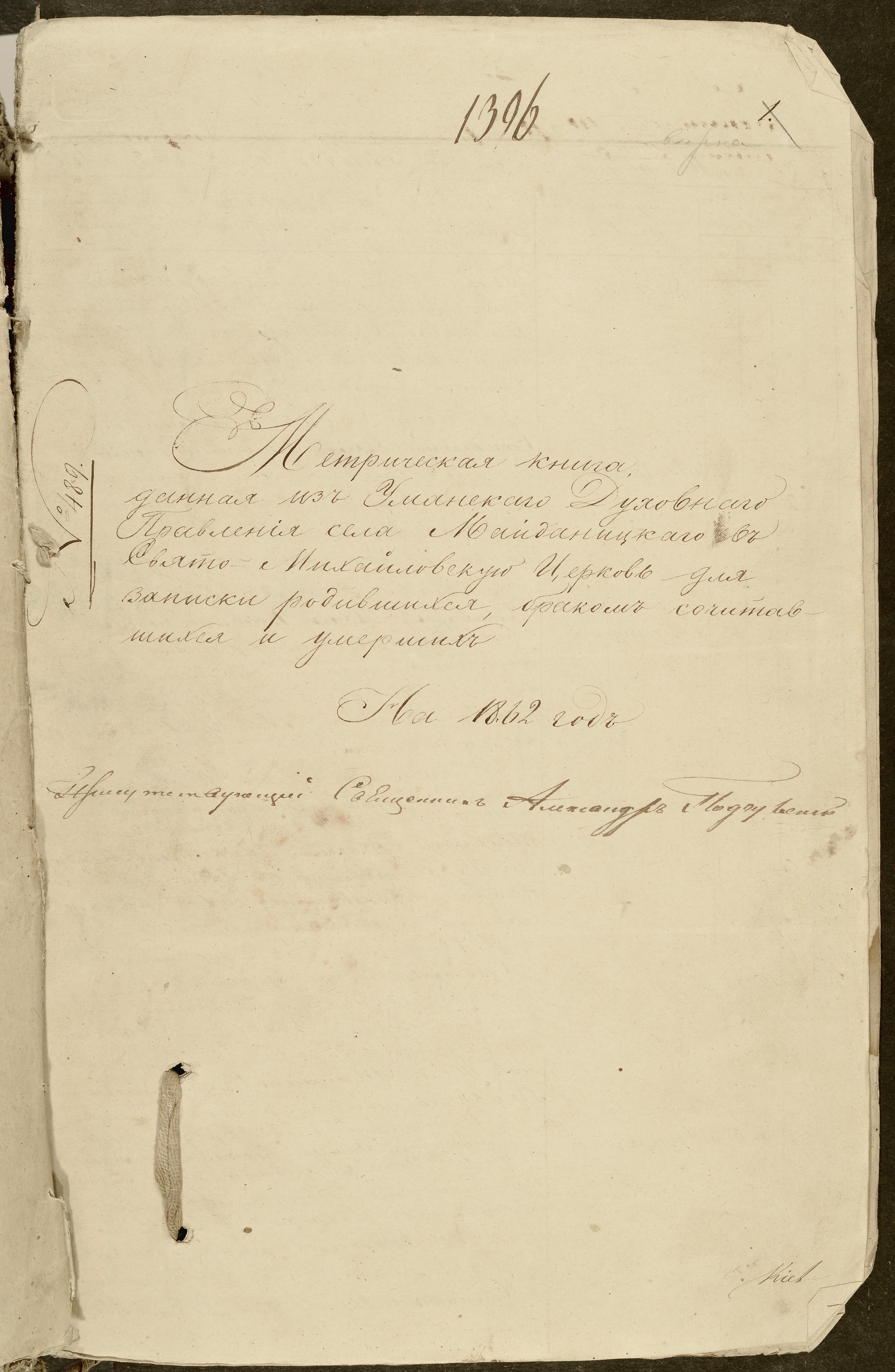
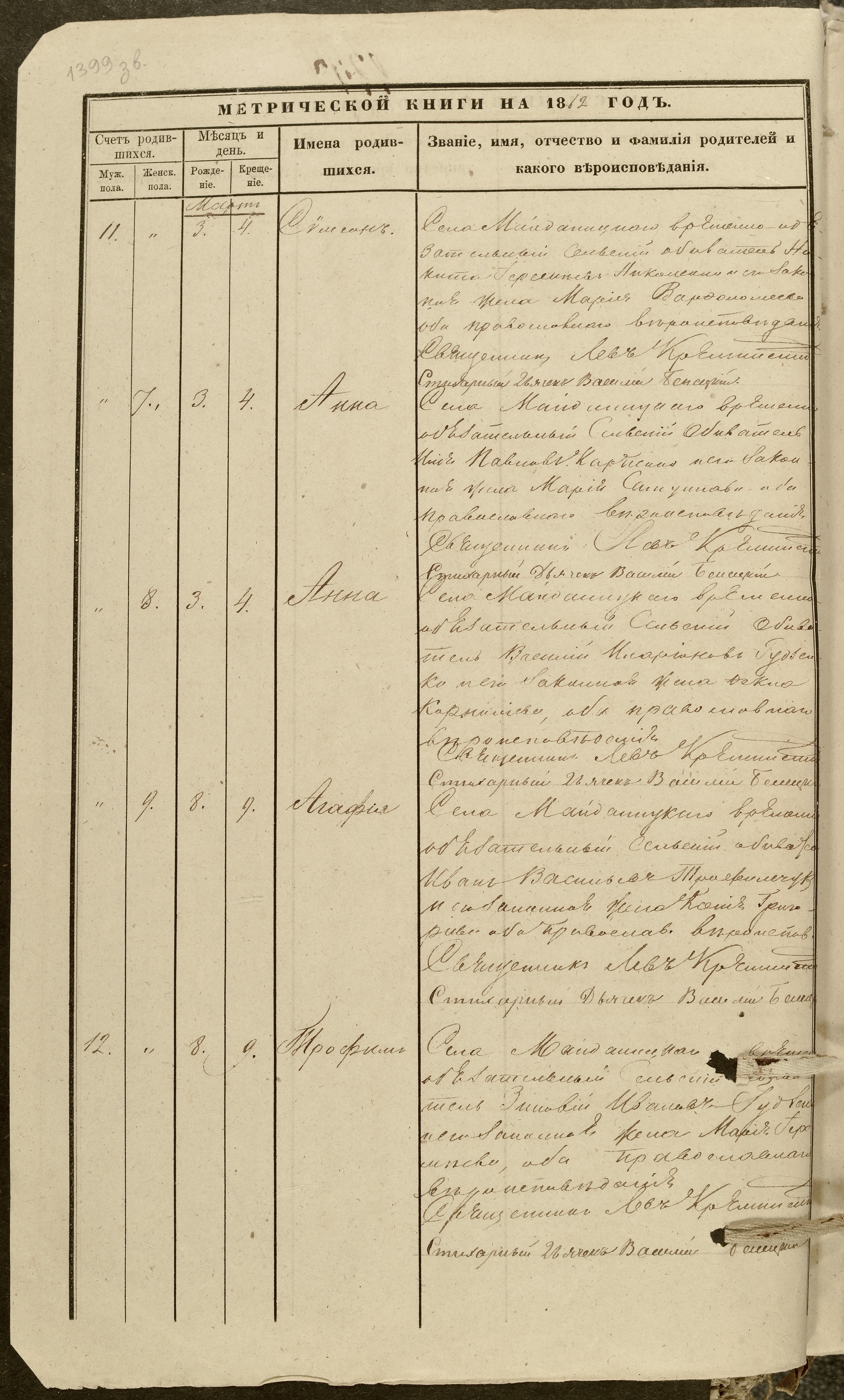
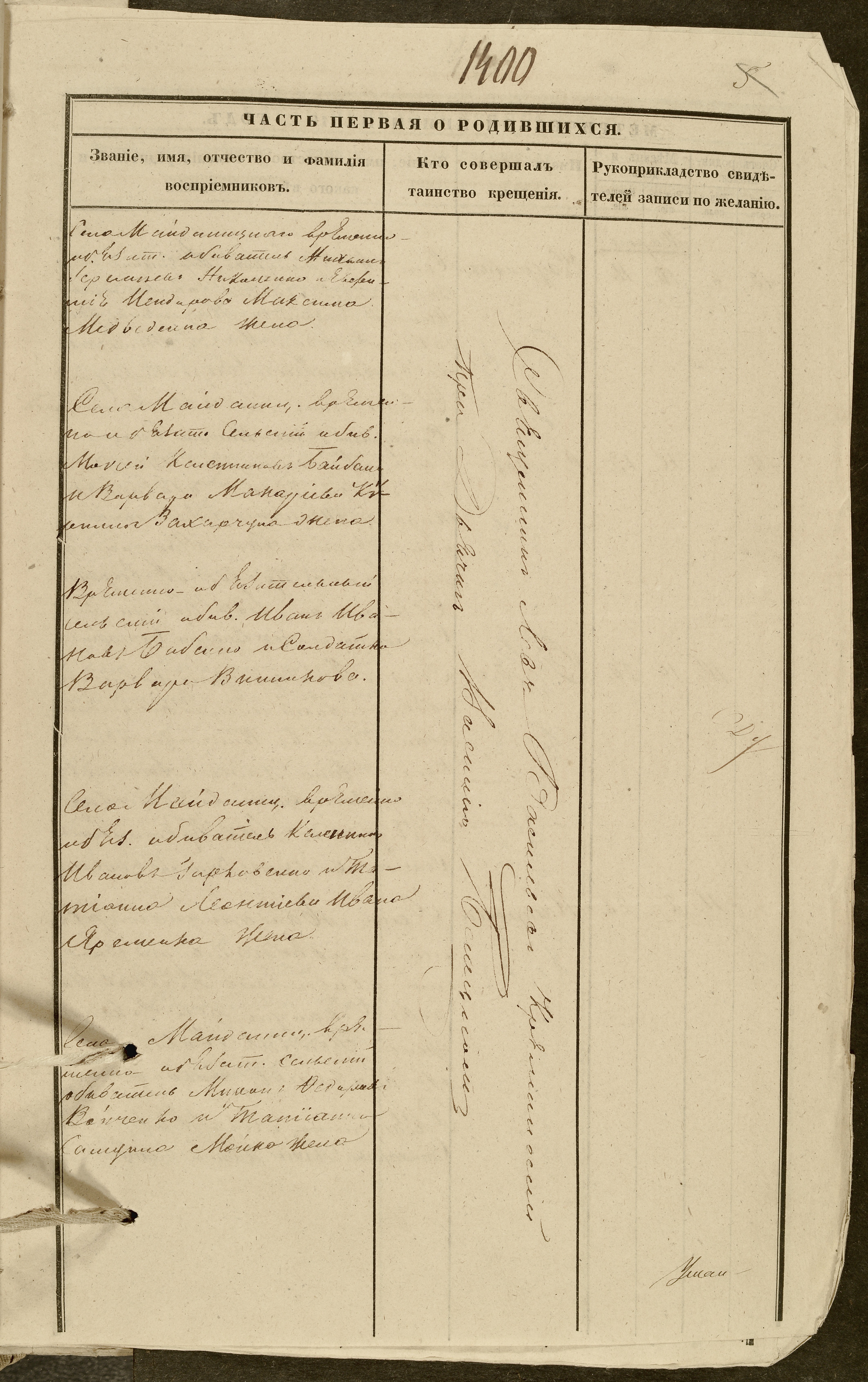

1869 год, село Майданецкое, метрическая книга, часть
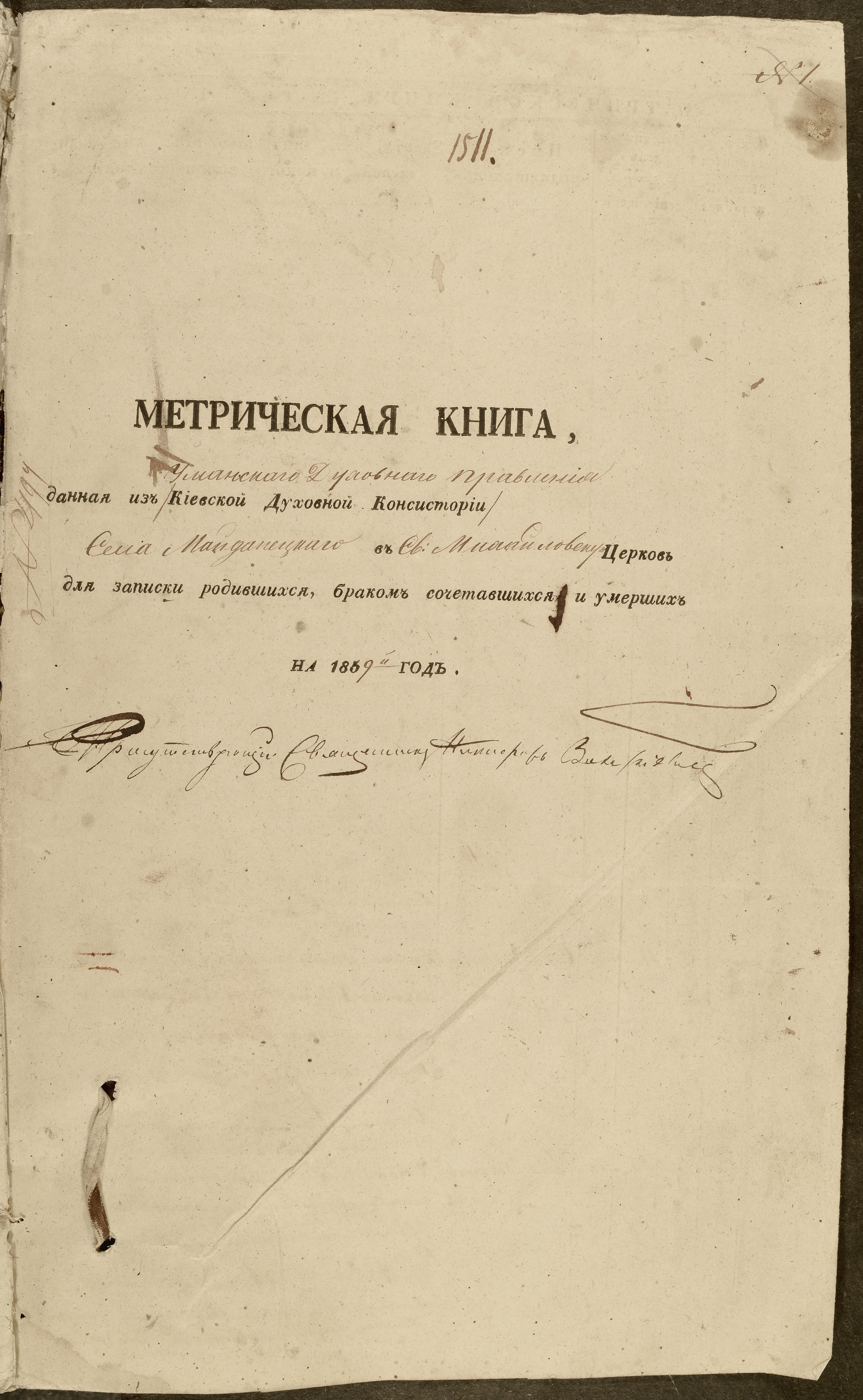
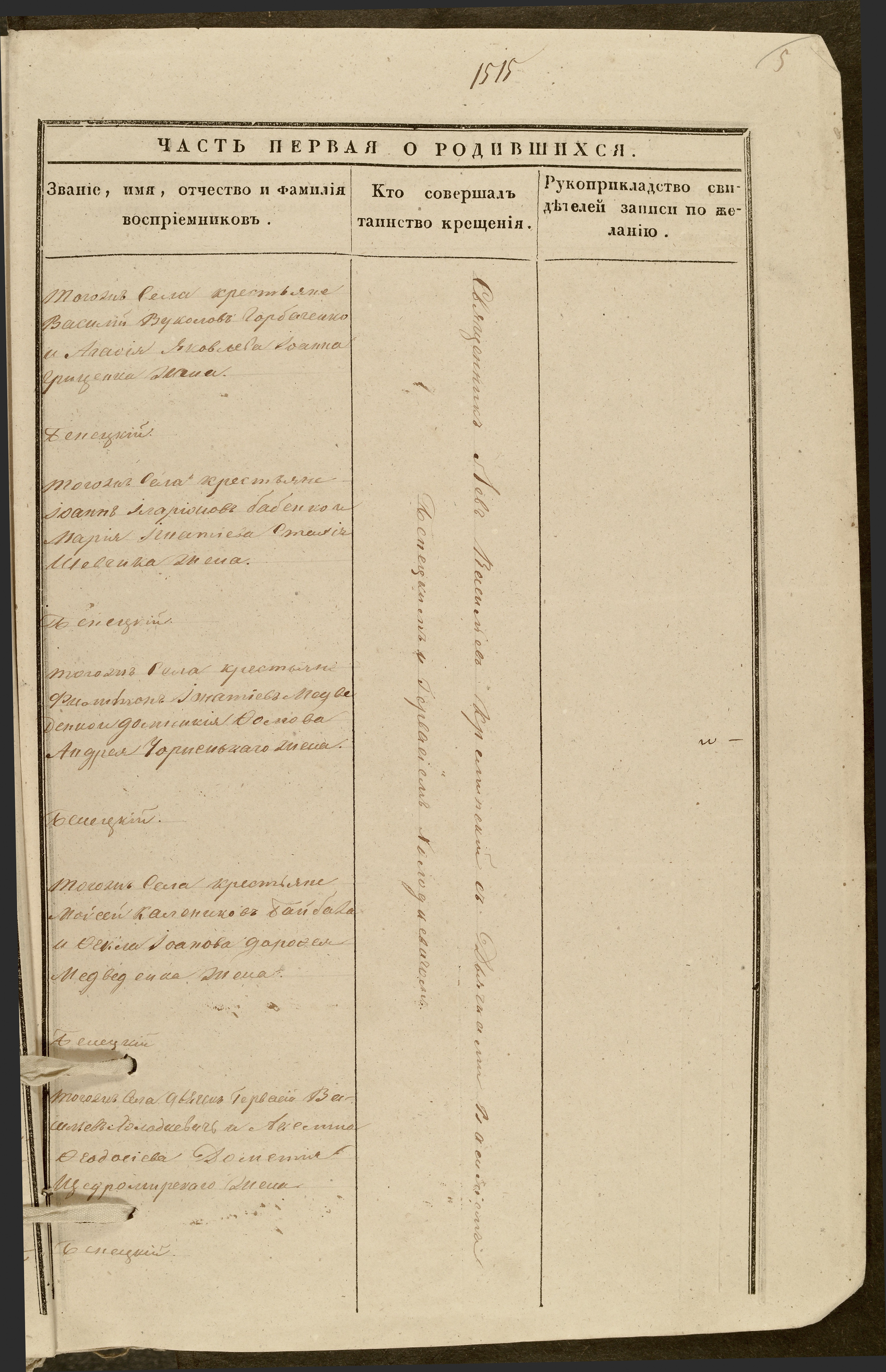
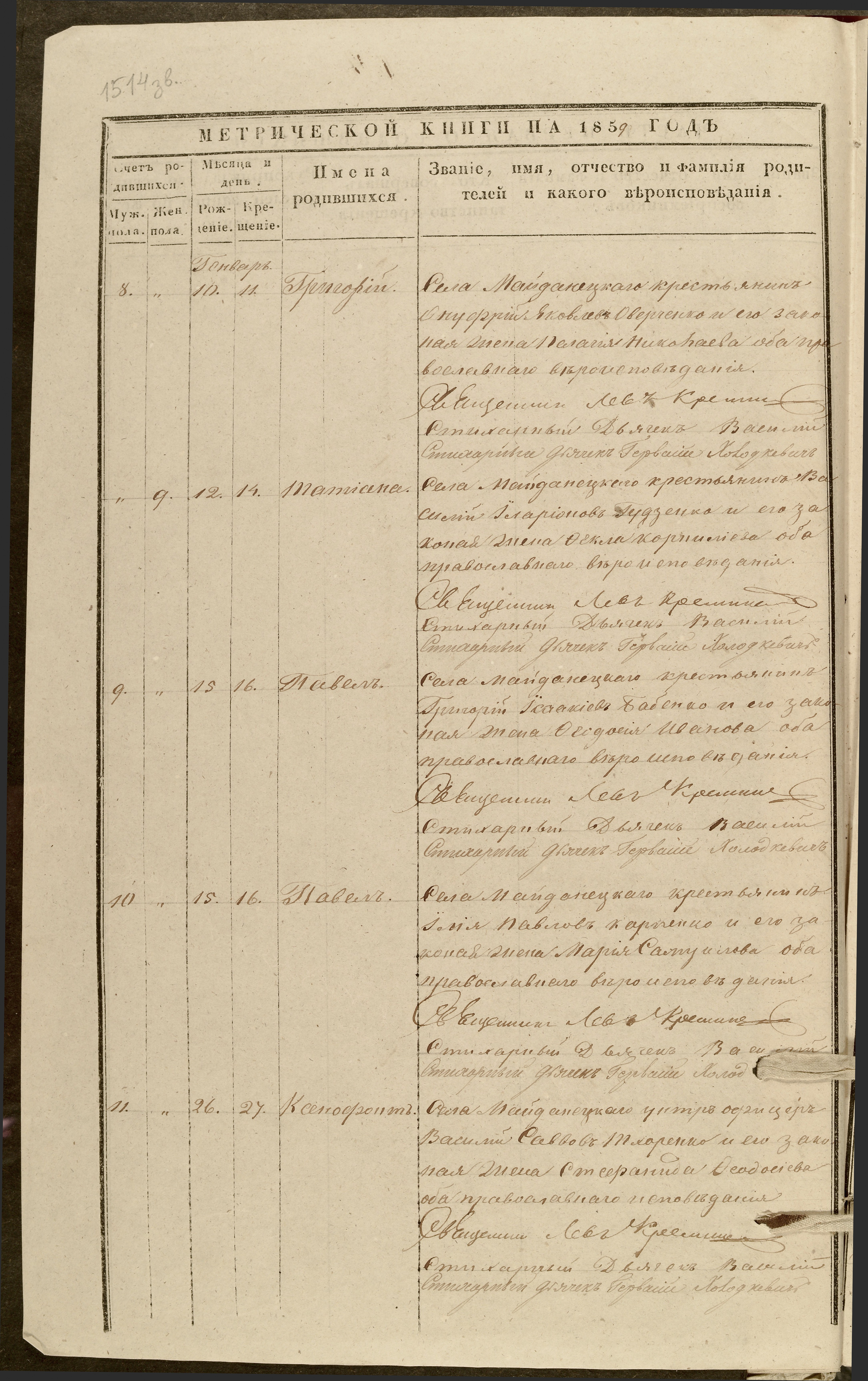